# Rivers Arms
Rivers Arms — второй студийный альбом американской пост-рок группы Balmorhea, выпущенный Western Vinyl 1 января 2008 года, а затем переизданный 12 февраля 2008 года. Для этого альбома были привлечены Айша Бёрнс, Эрин Лэнс и Джейкоб Гленн-Левин.

## Отзывы
| Оценки критиков | Оценки критиков |
| Источник        | Оценка          |
| --------------- | --------------- |
| Allmusic        | [ 1 ]           |
| Pitchfork Media | 7.8/10          |

Альбом получил положительные отзывы музыкальных критиков и интернет-изданий.
Франсуа Кутюр из AllMusic отметил, что «На втором полноформатнике Balmorhea Rivers Arms царит умиротворение, лишь слегка подпорченное печалью, которая может быть и переигранной тоской. Фортепиано и гитара (акустическая и электрогитара) составляют основу этой мягкой музыки под влиянием пост-рока. Роб Лоу и Майкл Мюллер скорее делают наброски, чем разрабатывают свои произведения, используя воздушные, но не совсем мелодичные партии. Однако именно эта простота, эта звёздность и делает альбом успешным. Инструментальные темы предстают перед слушателем, не форсируя, не навязывая, не заботясь о том, заметите вы их или нет. Не навязчивая, если вы решите не обращать на неё внимания, музыка становится картинной, если вы обратите на неё внимание. От романтической меланхолии „Theme No. 1“ до убаюкивающей грусти „Lament“ и спокойствия „The Summer“, Rivers Arms мягко проводит слушателя через галерею образов, каждый из которых отличается от другого, но все они используют одну и ту же монохромную гамму. На протяжении всего альбома скрипка (Айша Бёрнс), виолончель (Эрин Лэнс) и бас-гитара (Джейкоб Гленн-Левин) вносят определённое разнообразие в аранжировки. С другой стороны, перкуссия полностью обойдена стороной. Rivers Arms — не тот альбом, который оставляет неизгладимый след, но нельзя отрицать талант музыкантов, интеллект музыки и удовольствие слушателя. И если эти ребята в конце концов займутся саундтреками к фильмам, вы не удивитесь».

## Список композиций
| №   | Название                | Длительность |
| --- | ----------------------- | ------------ |
| 1.  | «San Solomon»           | 3:43         |
| 2.  | «Lament»                | 3:35         |
| 3.  | «The Summer»            | 3:56         |
| 4.  | «The Winter»            | 5:51         |
| 5.  | «Greyish Tapering Ash»  | 3:41         |
| 6.  | «Baleen Morning»        | 3:44         |
| 7.  | «Barefoot Pilgrims»     | 4:53         |
| 8.  | «Context»               | 4:02         |
| 9.  | «Process»               | 6:20         |
| 10. | «Divisadero»            | 3:09         |
| 11. | «Limmat»                | 3:22         |
| 12. | «Theme No. 1»           | 5:11         |
| 13. | «Windansea»             | 3:56         |
| 14. | «San Solomon (Reprise)» | 3:30         |